# 拉森山 (南桑威奇群島)
拉森山（英語：Mount Larsen），是南極洲的山峰，位於南桑威奇群島的圖勒島中東部，在1930年由英國研究隊繪入地圖，海拔高度710米，由英國海外領土管轄。